# Ginger Gonzaga
Ginger Tapp Gonzaga (Pensilvânia, 17 de maio de 1983) é uma comediante e atriz norte-americana.

## Biografia
Gonzaga cresceu em Modesto, Califórnia, onde estudou na Beyer High School. Ela foi para a Universidade da Califórnia em Berkeley e Universidade da Califórnia em Santa Bárbara, onde se formou em ciências políticas. Gonzaga se formou um ano antes para treinar na escola The Groundlings e passou a estudar improvisação na Second City e na Upright Citizens Brigade.

## Carreira
Gonzaga apresentou o programa de recapitulação da cultura pop diário do Hulu, The Morning After. Ela foi regular no Mixology da ABC, que teve 13 episódios. Ela também apareceu em vários outros programas de televisão, incluindo Togetherness, I'm Dying Up Here, Wrecked, Kidding e Room 104.
Em 2019, ela teve um papel na série Living with Yourself de Paul Rudd. Ela retrata a "Jovem Congressista Irritada" Anabela Ysidro-Campos, também conhecida simplesmente como AYC, personagem baseada na congressista Alexandria Ocasio-Cortez, na comédia espacial satírica de 2020, Space Force. Em janeiro de 2021, ela foi escalada para a série de streaming do Disney+, She-Hulk para a Marvel Studios, interpretando a melhor amiga de Jennifer Walters / She-Hulk.

## Vida pessoal
Gonzaga teve um relacionamento com o ator Jim Carrey de 2018 a 2019.

## Filmografia

### Cinema
| Ano  | Título                        | Papel   | Notas |
| ---- | ----------------------------- | ------- | ----- |
| 2012 | Ted                           | Gina    |       |
| 2014 | Someone Marry Barry           | Juanita |       |
| 2016 | Dean                          | Jill    |       |
| 2017 | Literally, Right Before Aaron | Helen   |       |
| 2020 | Bad Therapy                   | Miranda |       |

### Televisão
| Ano     | Título                    | Papel                 | Notas         |
| ------- | ------------------------- | --------------------- | ------------- |
| 2011-12 | The Morning After         | Ela própria           | 345 episódios |
| 2014    | Mixology                  | Maia                  | 13 episódios  |
| 2016    | Togetherness              | Christy               | 4 episódios   |
| 2016–17 | Wrecked                   | Emma                  | 12 episódios  |
| 2017    | Chance                    | Lorena                | 8 episódios   |
| 2017–18 | I'm Dying Up Here         | Maggie                | 10 episódios  |
| 2018    | Kidding                   | Vivian                | 5 episódios   |
| 2018    | Room 104                  | Vicki                 | 1 episódio    |
| 2019    | Living with Yourself      | Meg                   | 1 episódio    |
| 2020    | Space Force               | Anabela Ysidro-Campos | 2 episódios   |
| 2022    | She-Hulk: Attorney at Law | Nikki                 |               |
| 2022    | True Lies                 | Helen Tasker          |               |